# Gerhard Nennius
Gerhard Nennius (auch Gerardus Artopeus, Beiname Sledanus oder Sleidanus; * Schleiden als Gerhard Becker; † 3. April 1566 in Rostock) war ein deutscher Mediziner, Mathematiker und Hochschullehrer.

## Leben
Nennius frühe Ausbildung ist unbekannt. 1546 war er an der Universität Wittenberg. Im Oktober 1547 wurde er an der Universität Rostock eingeschrieben. An der Philosophischen Fakultät wurde er 1550 sowohl zum Bakkalar als auch Magister artium graduiert. Er interessierte sich für Mathematik und Medizin sowie für Sprachen. 1553 wurde er zum Doktor der Medizin promoviert. Er war als praktischer Arzt im Mecklenburgischen tätig.
Nennius wurde 1560 zum herzoglichen Professor der Medizin und höheren Mathematik ernannt. Er las außerdem über lateinische und griechische Schriftsteller und betätigte sich als lateinischer Dichter. 1565 stand er der Universität als Rektor vor. 

## Werke (Auswahl)
- Ad Illustrissimum Principem Ac Dominum, Dominum Ioannem Albertum Ducem Megalburgensem Carmen Dedicatorium Et Encomiasticum, Dietz, Rostock 1553.
- Epithalamivm In Nvptiis Clarissimi Viri Davidis Chytraei, Et Modestissimae Virginis Margaritae Filiae Clarissimi Viri Lavrentii Smit Senatoris Rostochiani, Dietz, Rostock 1553.
- Ein kort bericht vn=||de vnderwysinge/ wo man sick yn || dessen gefarliken tyden des steruendes der Pe=||stilentzie holden schal/ Einem Erbaren vnde || Wollwysen Rade/ vnde der gantzen Gemei=||ne der Loblichen Stadt Rostock/ ock den || Ynwahneren der negst vmliggenden || Lande ... || tho nutz vnd wollfart || Dorch || GERHARDVM NENNIVM || Sledanum der Medicin vnde fryen künste Do-||ctorem/ vnde Fürstliker gnaden tho Mekelen=||burgk/ etc. vorordenten Professorn dar=||süluest/ körtlick vorfatet vnde thosa=||men gedragen.||, Lucius, Rostock 1564.
- In obitum, Rostock 1565.